# KroneHit
KRONEHIT est une station de radio privée autrichienne. Elle émet depuis le 28 juin 2001 à Vienne et en Basse-Autriche puis sur toute l'Autriche aujourd'hui. Elle appartient à Kronen Zeitung et à Kurier.
La chaîne musicale propose un mélange de RnB, pop et de dance et son slogan est: "Wir sind die meiste Musik" (Nous sommes la plupart de la musique).

## Histoire
À ses débuts, Krone Hit Radio émet sur une douzaine de fréquences locales avec des émissions d'informations, de météo et de trafic. Le 14 avril 2003, Krone Hit Radio est rebaptisée KRONEHIT. Elle se relance vers un public plus jeune et surtout plus féminin, avec un réalignement complet de la musique, la présentation et des informations, principalement axée sur la promotion, afin d'ancrer cette nouvelle image. Depuis 2007, la radio émet sur Internet. Au début du mois d'octobre 2011, l'Autorité des Communications d'Autriche accorde plus de 100 fréquences FM dans tout le pays.

## Programmes
- Guten Morgen Österreich : l'émission est animée par Dani Linzer (de) et Meinrad Knapp (de) du lundi au vendredi matin entre cinq et neuf heures. Le programme est interrompu par une demi-heure d'informations et de points trafic, toutes les 15 minutes. L'émission s'occupe d'abord de thèmes d'actualité sur la société, de santé, de rapports entre les gens, de mode...

- Absolut Anita : talk-show de deux heures sur des sujets de vie, le dimanche à 22 heures, présenté par Anita Ableidinger.

- Live-Übertragungen : La station de radio a des contrats avec des boîtes de nuit autrichiennes et diffuse la musique dance souvent en direct la nuit du 22 heures à deux heures du matin.

## Audience
Au premier semestre 2012, KroneHit a 840 000 auditeurs par jour, ce qui constitue son record, et 881 000 du lundi au vendredi. Elle est la radio musicale la plus écoutée, Ö3 (Hitradio) est second. Le cumul de la semaine atteint 2,4 millions d'auditeurs.

## Animateurs
- Dani Linzer (de), (Guten Morgen Österreich, 5 h-9 h)
- Meinrad Knapp (de), (Guten Morgen Österreich, 5 h-9 h)
- Daniel Martos (Reporter pour Guten Morgen Österreich, 5 h-9 h)
- Luke "Captain Luke" Traxler (Point trafic : 5 h-12 h)
- Doris Dissauer (9 h-14 h)
- Matthias Daniel (KRONEHIT Drivetime(14-18) und Kronehit Beachclub le vendredi de 14 à 18 h)
- Bianca Schwarzjirg (KRONEHIT Most Wanted : du lundi au vendredi à partir de 18 heures et le week-end)

## Source, notes et références
- (de) Cet article est partiellement ou en totalité issu de l’article de Wikipédia en allemand intitulé « KroneHit » (voir la liste des auteurs).